# Оронт из Орестиды
Оронт (др.-греч. Ορόντης; IV век до н. э.) — отец диадоха Пердикки.

## Биография
Согласно древним авторам, Оронт принадлежал к орестийскому знатному роду, правившему в Верхней Македонии. По предположению Дройзена И., предком Оронта мог быть Антиох — правитель Орестиды, живший в V веке до н. э. Схожее мнение было высказано Шофманом А. С., отметившим при этом, что аристократия Орестиды была связана родственными узами с Аргеадами.
Оронт был отцом регента Пердикки, а также Алкеты и Аталанты, вышедшей замуж за Аттала.